# Sarela de Abaixo
Sarela de Abaixo ist ein kleiner Ort am Jakobsweg in der Provinz A Coruña der Autonomen Gemeinschaft Galicien, administrativ gehört er zu Santiago de Compostela.